# Mạy sang
Mạy sang, tên khoa học Dendrocalamus membranaceus, là một loài thực vật có hoa trong họ Hòa thảo. Loài này được Munro mô tả khoa học đầu tiên năm 1868.